# Montreuil-en-Touraine
Montreuil-en-Touraine és un municipi francès, situat al departament de l'Indre i Loira i a la regió de Centre – Vall del Loira. L'any 2007 tenia 692 habitants.

## Demografia

### Població
El 2007 la població de fet de Montreuil-en-Touraine era de 692 persones. Hi havia 247 famílies, de les quals 46 eren unipersonals (25 homes vivint sols i 21 dones vivint soles), 78 parelles sense fills, 111 parelles amb fills i 12 famílies monoparentals amb fills.
La població ha evolucionat segons el següent gràfic:
Habitants censats

### Habitatges
El 2007 hi havia 277 habitatges, 255 eren l'habitatge principal de la família, 9 eren segones residències i 13 estaven desocupats. 269 eren cases i 6 eren apartaments. Dels 255 habitatges principals, 219 estaven ocupats pels seus propietaris, 31 estaven llogats i ocupats pels llogaters i 5 estaven cedits a títol gratuït; 1 tenia una cambra, 10 en tenien dues, 32 en tenien tres, 69 en tenien quatre i 142 en tenien cinc o més. 220 habitatges disposaven pel capbaix d'una plaça de pàrquing. A 83 habitatges hi havia un automòbil i a 156 n'hi havia dos o més.

### Piràmide de població
La piràmide de població per edats i sexe el 2009 era:
| Homes | Edats   | Dones |
| ----- | ------- | ----- |
| 0     | 95 o +  | 0     |
| 4     | 90 a 94 | 0     |
| 4     | 85 a 89 | 0     |
| 8     | 80 a 84 | 0     |
| 8     | 75 a 79 | 0     |
| 8     | 70 a 74 | 8     |
| 16    | 65 a 69 | 28    |
| 20    | 60 a 64 | 8     |
| 8     | 55 a 59 | 4     |
| 36    | 50 a 54 | 40    |
| 32    | 45 a 49 | 32    |
| 12    | 40 a 44 | 28    |
| 16    | 35 a 39 | 12    |
| 20    | 30 a 34 | 16    |
| 24    | 25 a 29 | 16    |
| 24    | 20 a 24 | 24    |
| 28    | 15 a 19 | 28    |
| 12    | 10 a 14 | 36    |
| 16    | 5 a 9   | 28    |
| 12    | 0 a 4   | 24    |

## Economia
El 2007 la població en edat de treballar era de 456 persones, 363 eren actives i 93 eren inactives. De les 363 persones actives 337 estaven ocupades (184 homes i 153 dones) i 27 estaven aturades (10 homes i 17 dones). De les 93 persones inactives 30 estaven jubilades, 40 estaven estudiant i 23 estaven classificades com a «altres inactius».

### Ingressos
El 2009 a Montreuil-en-Touraine hi havia 282 unitats fiscals que integraven 760,5 persones, la mediana anual d'ingressos fiscals per persona era de 18.566 €.

### Activitats econòmiques
Dels 18 establiments que hi havia el 2007, 1 era d'una empresa alimentària, 1 d'una empresa de fabricació d'altres productes industrials, 6 d'empreses de construcció, 3 d'empreses de comerç i reparació d'automòbils, 1 d'una empresa de transport, 1 d'una empresa d'hostatgeria i restauració, 1 d'una empresa immobiliària, 3 d'empreses de serveis i 1 d'una empresa classificada com a «altres activitats de serveis».
Dels 7 establiments de servei als particulars que hi havia el 2009, 1 era un taller de reparació d'automòbils i de material agrícola, 1 guixaire pintor, 1 fusteria, 3 lampisteries i 1 agència immobiliària.
L'únic establiment comercial que hi havia el 2009 era una fleca.
L'any 2000 a Montreuil-en-Touraine hi havia 21 explotacions agrícoles que ocupaven un total de 1.500 hectàrees.

## Equipaments sanitaris i escolars
El 2009 hi havia una escola elemental integrada dins d'un grup escolar amb les comunes properes formant una escola dispersa.

## Poblacions més properes
El següent diagrama mostra les poblacions més properes.